# Stołp

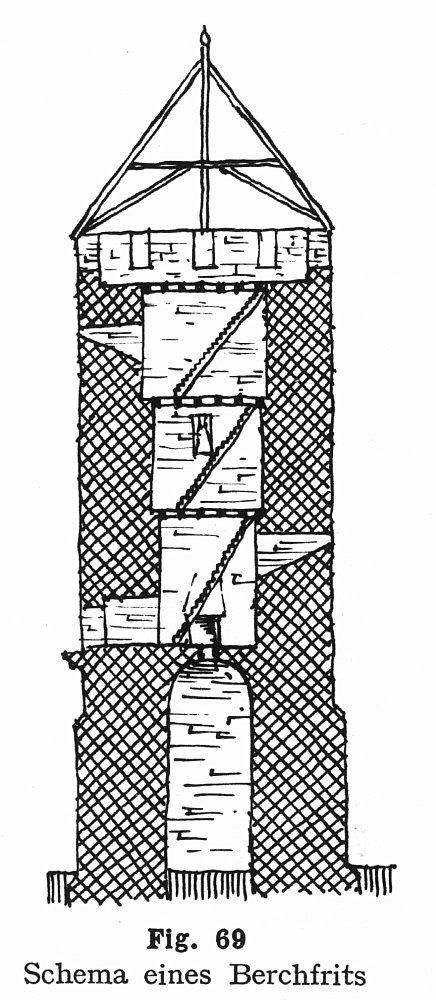
Przekrój przez wieżę typu stołp (bergfried)

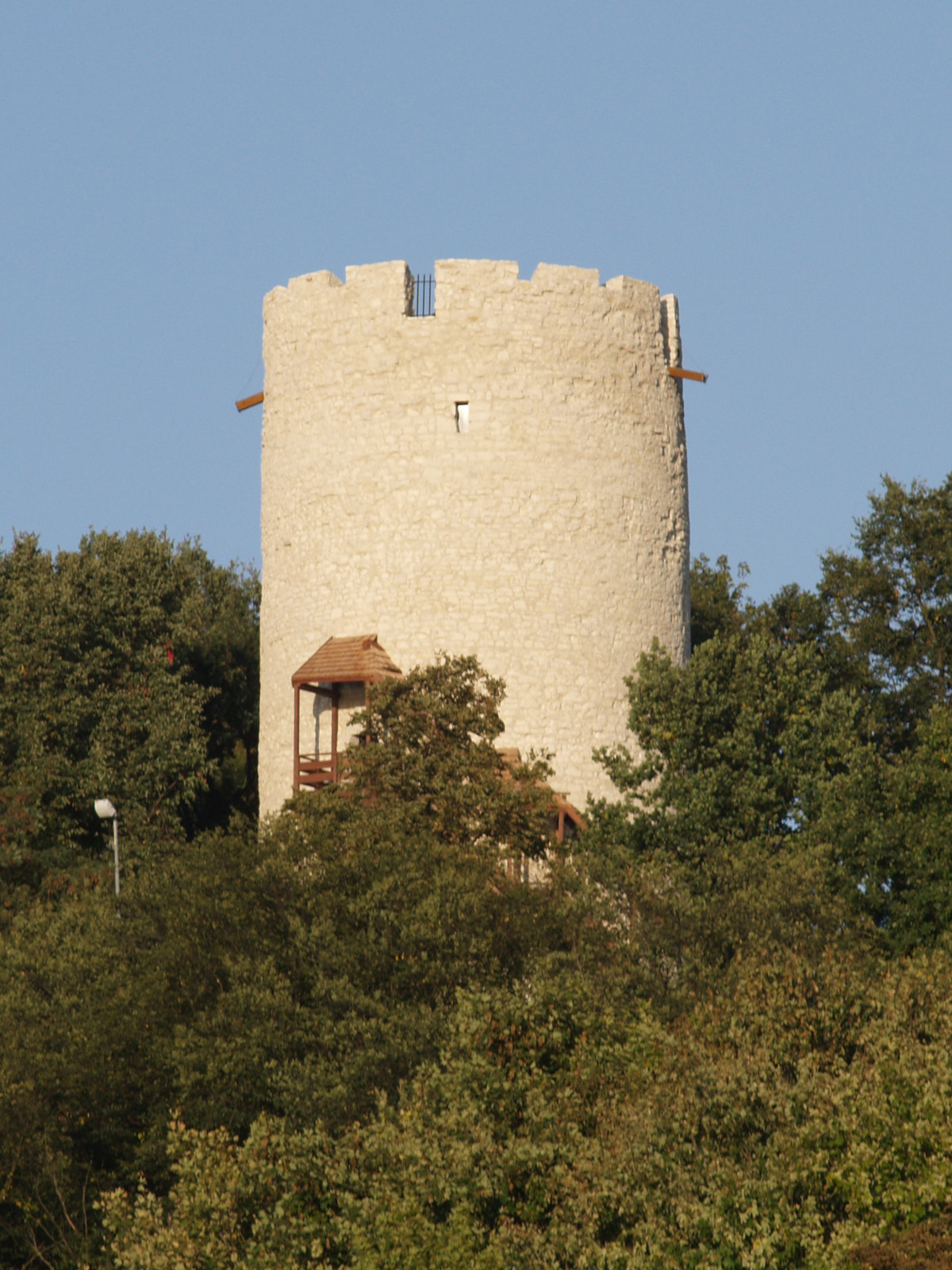
Stołp w Kazimierzu Dolnym

Stołp (wieża ostatecznej obrony lub bergfried, bergfrid) – średniowieczna wieża obronna na planie koła, owalu, prostokąta lub wieloboku, o znacznej wysokości (30–50 m) i dużej grubości murów (3–5 m), niezamieszkiwana podczas pokoju. Stanowiła ostateczny punkt obrony. Początkowo wolnostojąca i przeznaczona do obrony pasywnej, z czasem włączana w obwód obronny zamku i zaopatrywana w elementy zwiększające możliwość aktywnej obrony. Zasadą było umieszczanie wejścia na znacznej wysokości, poprzez ganek prowadzący z murów lub połączenie z domem pana feudalnego. Dolna część wnętrza wieży była sklepiona, przeznaczona zazwyczaj na więzienie, dostępna tylko od góry. Po przesunięciu stołpów na zewnątrz linii murów, wraz z ewolucją sztuki fortyfikacyjnej, zostały wyparte przez baszty i basteje, a w nowożytnej sztuce fortyfikacyjnej rolę ich przejął tzw. śródszaniec.
Stołpy są często mylone z donżonami – wcześniejszymi typologicznie wieżami łączącymi w sobie główne funkcje mieszkalne i obronne zamku. Istnieje także sporo form pośrednich między donżonami a typowymi stołpami, przy czym zazwyczaj dominują cechy jednego z rodzajów.

## Historia
Stołpy wywodzą się z mających funkcje mieszkalne donżonów, lecz nie są z nimi tożsame, bo stołpy nie służyły do stałego zamieszkiwania. W drugiej poł. XII wieku na obszarze Francji doszło do przekształcenia programu architektonicznego dotychczasowych twierdz. Z jednej rozległej budowli wieżowo–pałacowej, donżonu, który służył za mieszkanie feudała zarówno na co dzień, jak i w trakcie zagrożenia, a także był trzonem całej warowni, powstały dwa oddzielne obiekty:
- reprezentacyjny, mieszkalny pałac – dom zamkowy o wygodnych oraz okazałych wnętrzach, stanowiący miejsce życia dworskiego;
- wieża obronna będąca filarem obrony zamku oraz ostatnim miejscem ucieczki feudała – stołp.

W pierwszej poł. XIII wieku w krajach niemieckich zaczęto budować cylindryczne bergfriedy (stołpy), które sklepieniem i schodami w grubości muru zdradzają pochodzenie od francuskich wież z epoki króla Filipa II Augusta (panującego w l. 1180–1223).
Początkowo stołpy budowano na ogół w obrębie dziedzińca, przy murze obwodowym, często w pobliżu najsłabszego punktu murów obronnych (np. przy bramie lub od strony najłatwiejszego dostępu do zamku) dla wzmocnienia obrony. W XIV wieku stołpy zaczęto planować bliżej murów, by zyskać możliwość prowadzenia z ich pomocą aktywnej obrony. Tendencja ta w późnym średniowieczu doprowadziła do budowy stołpów poza licem murów obronnych, by móc kierować z nich ogień flankowy wzdłuż kurtyn.
Pierwsze stołpy najczęściej były czworoboczne, zbliżone do kwadratu. Rzadziej zdarzały się formy wieloboczne. Później popularność zdobyły stołpy okrągłe. Wieża o okrągłym rzucie była sztywniejsza i wytrzymalsza konstrukcyjnie (nie było słabszych i silniejszych punktów jak w wypadku czworoboku czy wieloboku), kolista forma likwidowała martwe pola w prowadzeniu obserwacji oraz w obronie, a powierzchnia murów pozbawiona była narożników, które łatwo byłoby nadwerężyć, trafiając z artylerii bezprochowej (np. katapult), po obłej płaszczyźnie zaś pociski ześlizgiwały się.
Zarówno mieszkalno-obronne donżony, jak i ściśle obronne stołpy charakteryzowały się wejściem na znacznej wysokości, nieraz kilkunastu metrów ponad poziomem dziedzińca. Do niewielkich przeważnie otworów drzwiowych prowadziły schody z nietrwałego budulca, drewna, które w razie potrzeby można było usunąć – wówczas wieża była uniezależniona od innych elementów warowni, co ułatwiało stawianie oporu nawet po zajęciu reszty obiektów przez wroga.
Pojęcie bergfried wprowadził do nauki niemieckiej prof. H.Leo w 1836 roku. Angielskim odpowiednikiem jest belfry. W nauce polskiej stołpy są również nazywane słupami.

## Przykłady w Polsce
Przykłady stołpów w Polsce znajdują się w Będzinie, Kazimierzu Dolnym (wieża okrągła), Wąbrzeźnie, Oświęcimiu, Radzyniu Chełmińskim, Czchowie, Rytrze, Olsztynie koło Częstochowy, Smoleniu, Łagowie, Iłży, Wleniu, Głogowie, Kruszwicy (Mysia Wieża), Kole, Prudniku (Wieża Woka), na zamku Chojnik i w Opolu (Wieża Piastowska). Dawniej stołpy były także na zamkach w Siewierzu, Rabsztynie i Grudziądzu.

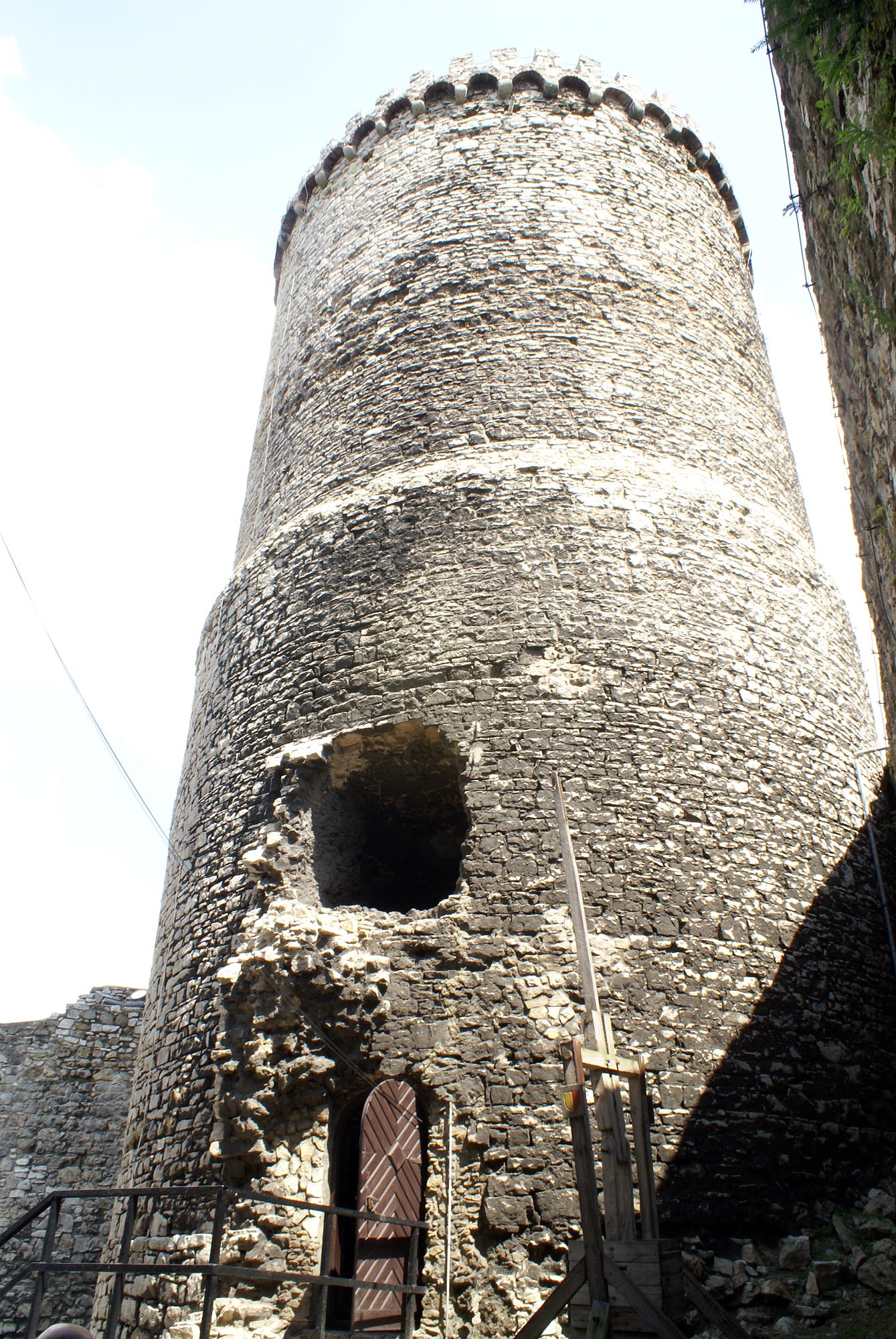
Stołp na zamku w Będzinie
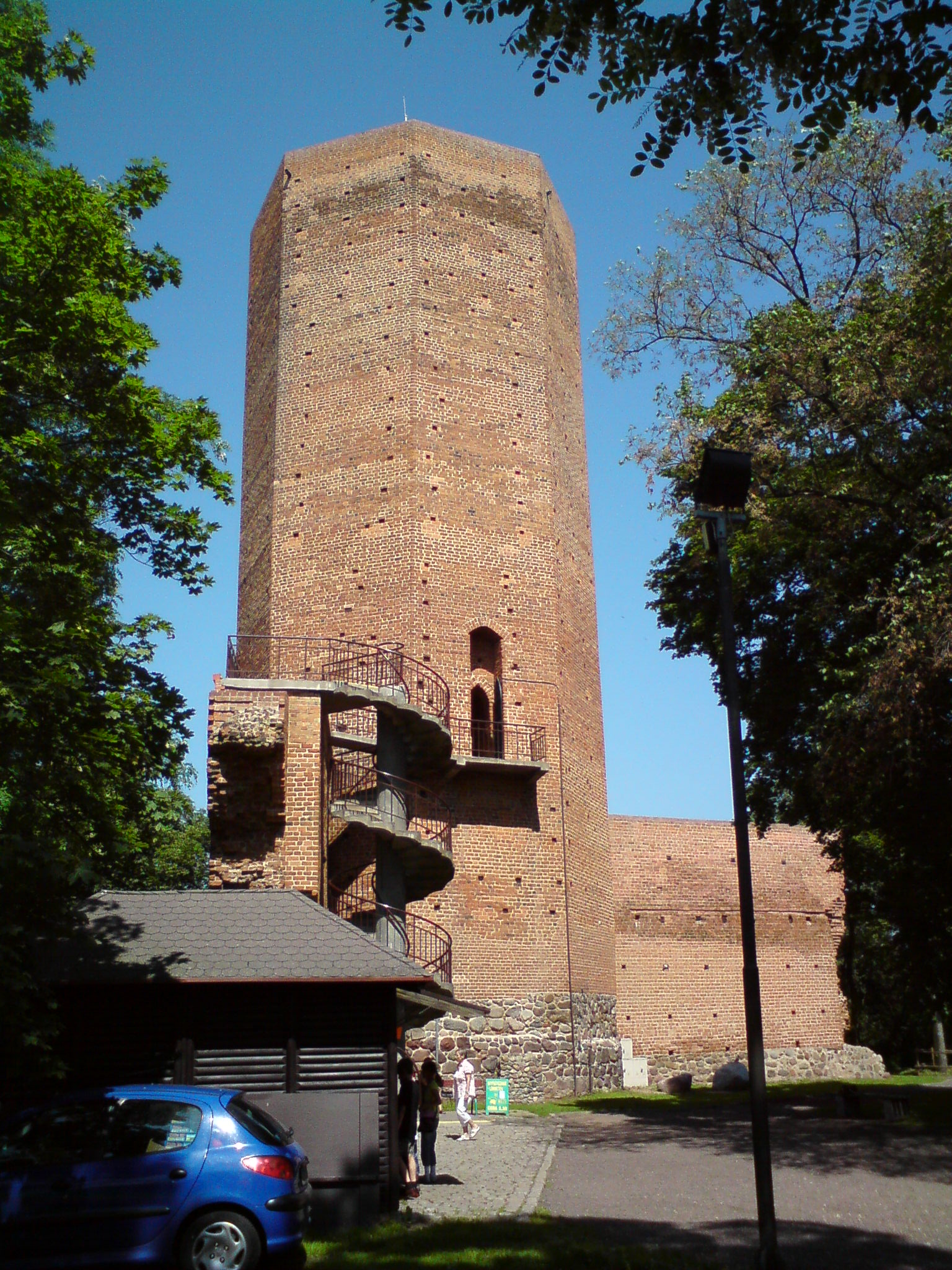
Mysia Wieża na zamku w Kruszwicy
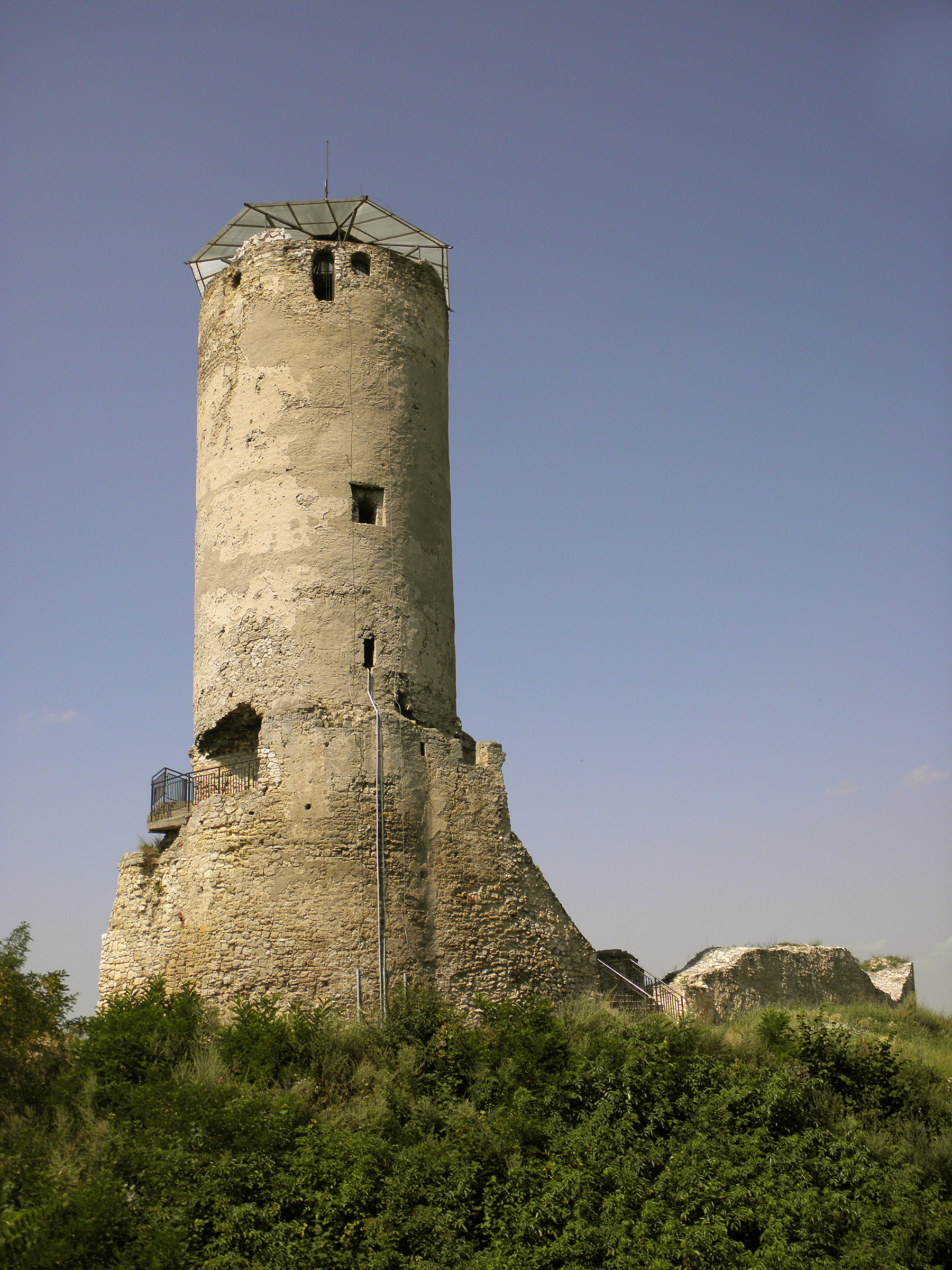
Stołp w Iłży
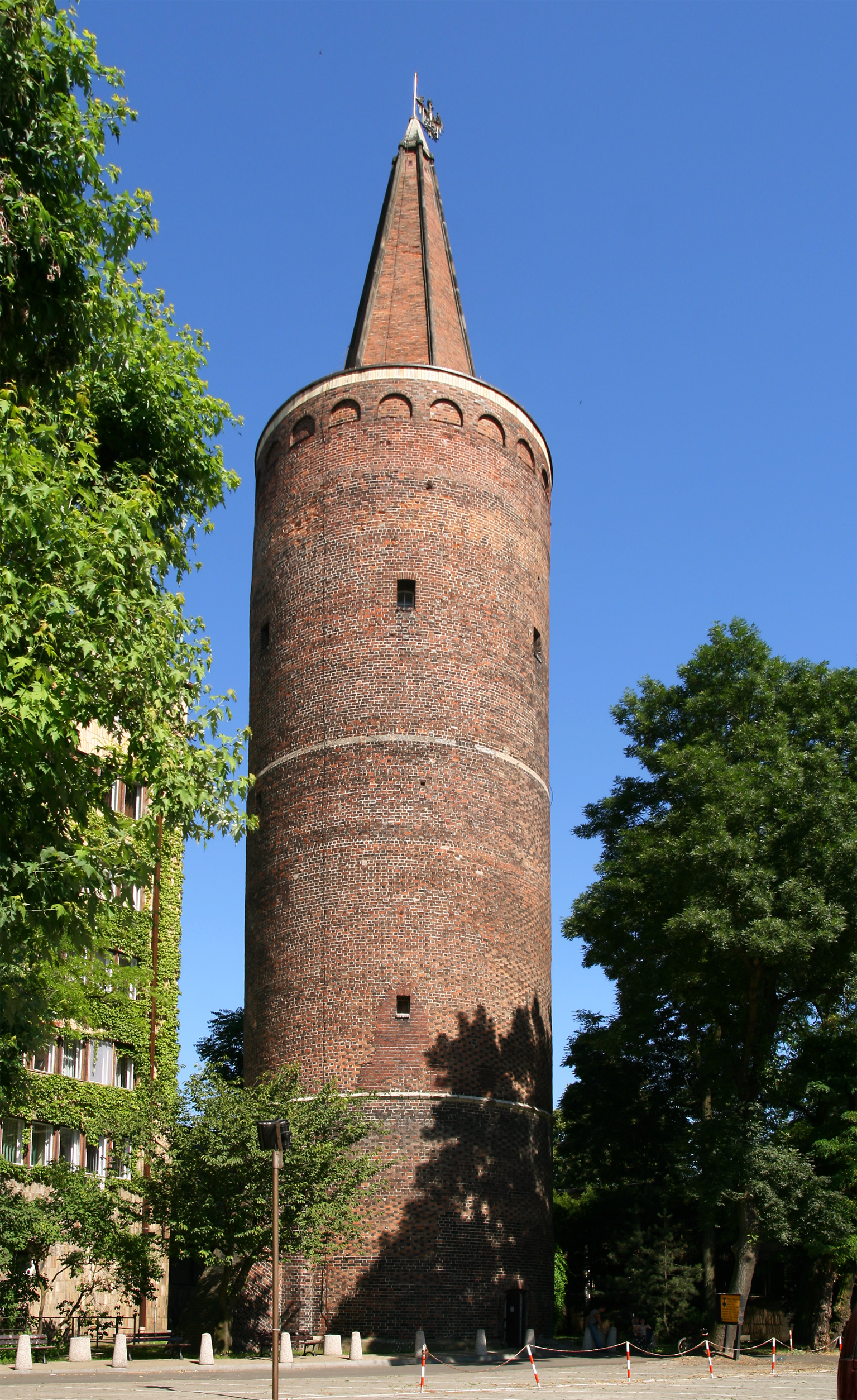
Wieża Piastowska w Opolu
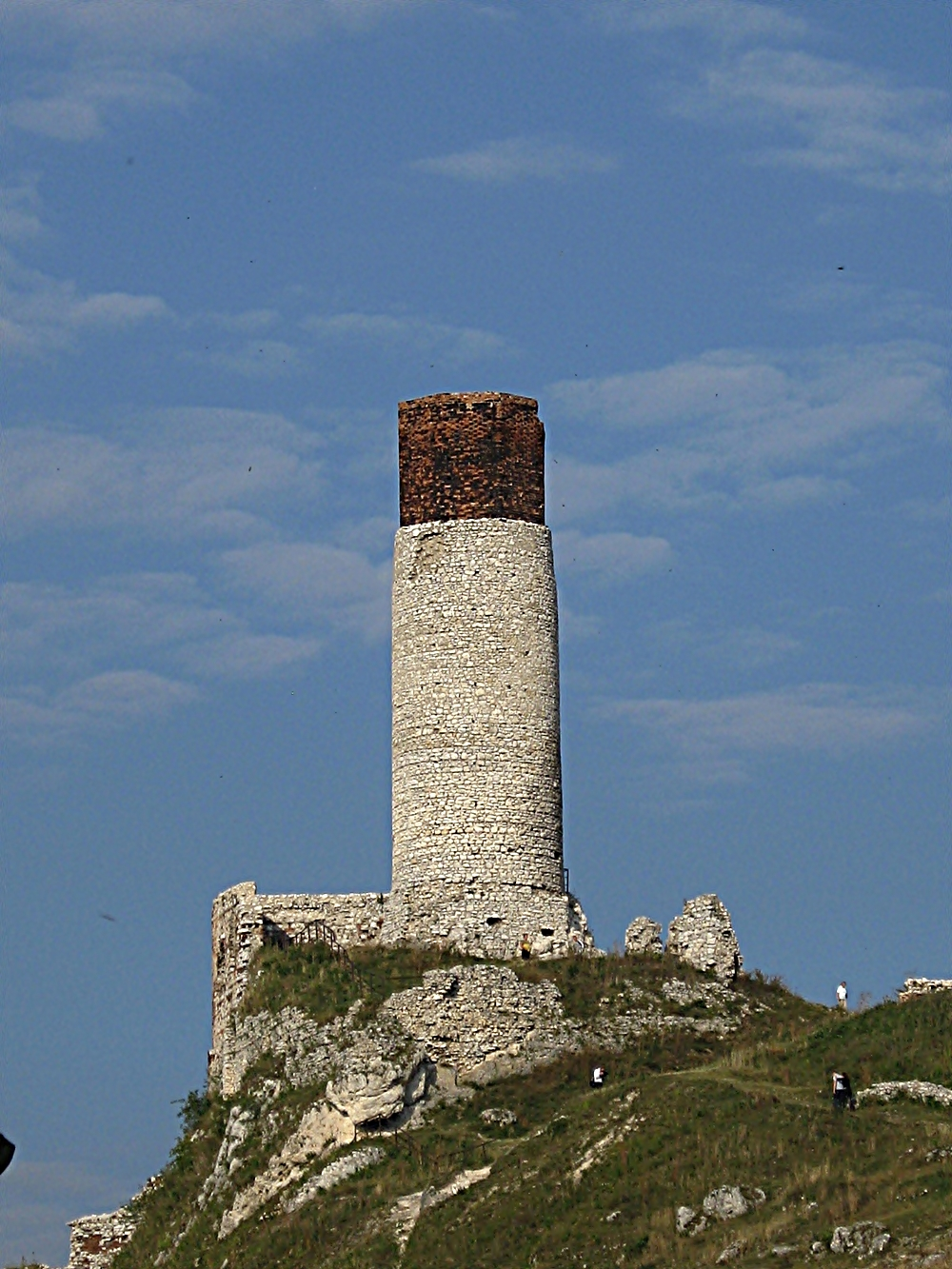
Stołp na zamku w Olsztynie
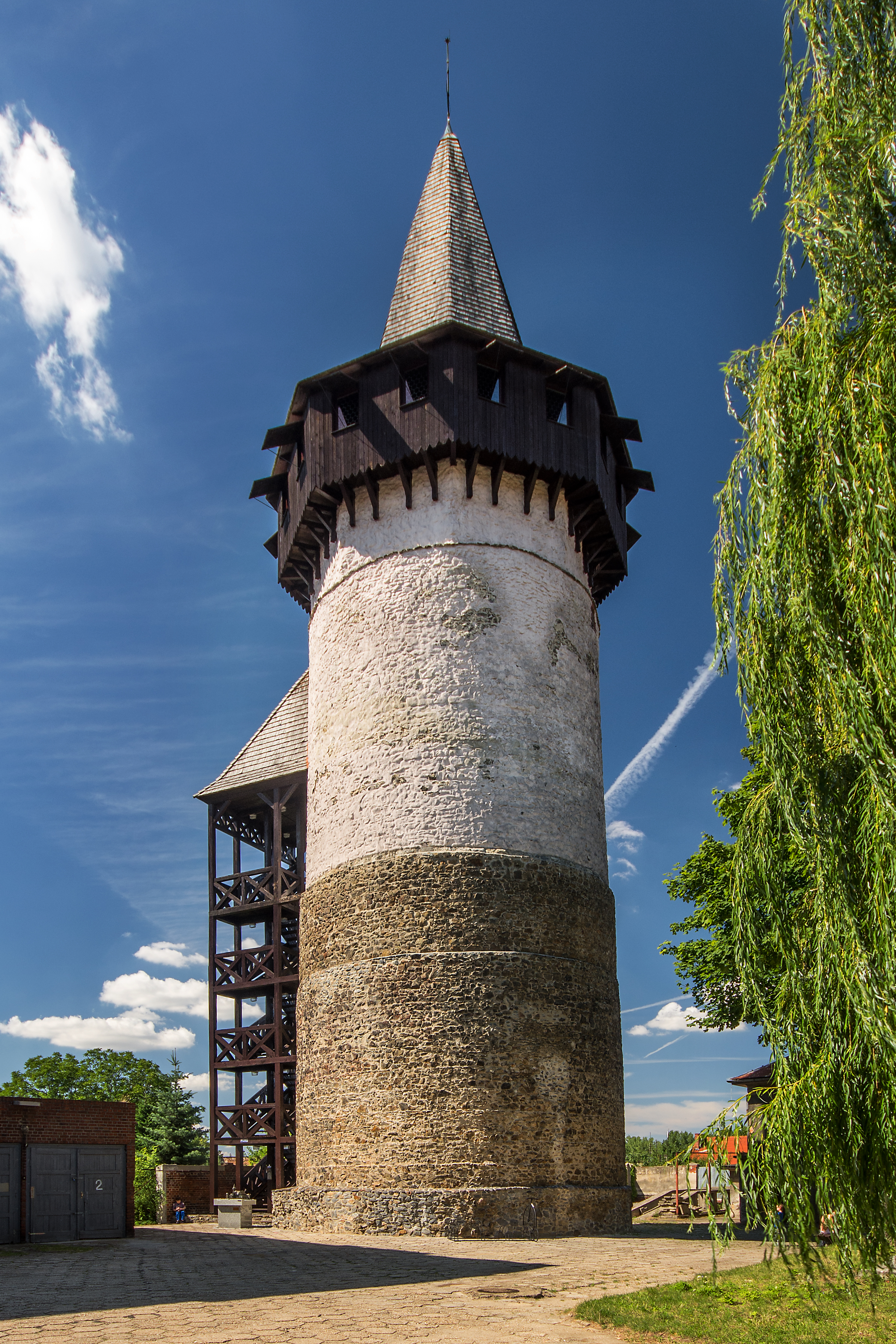
Wieża Woka w Prudniku
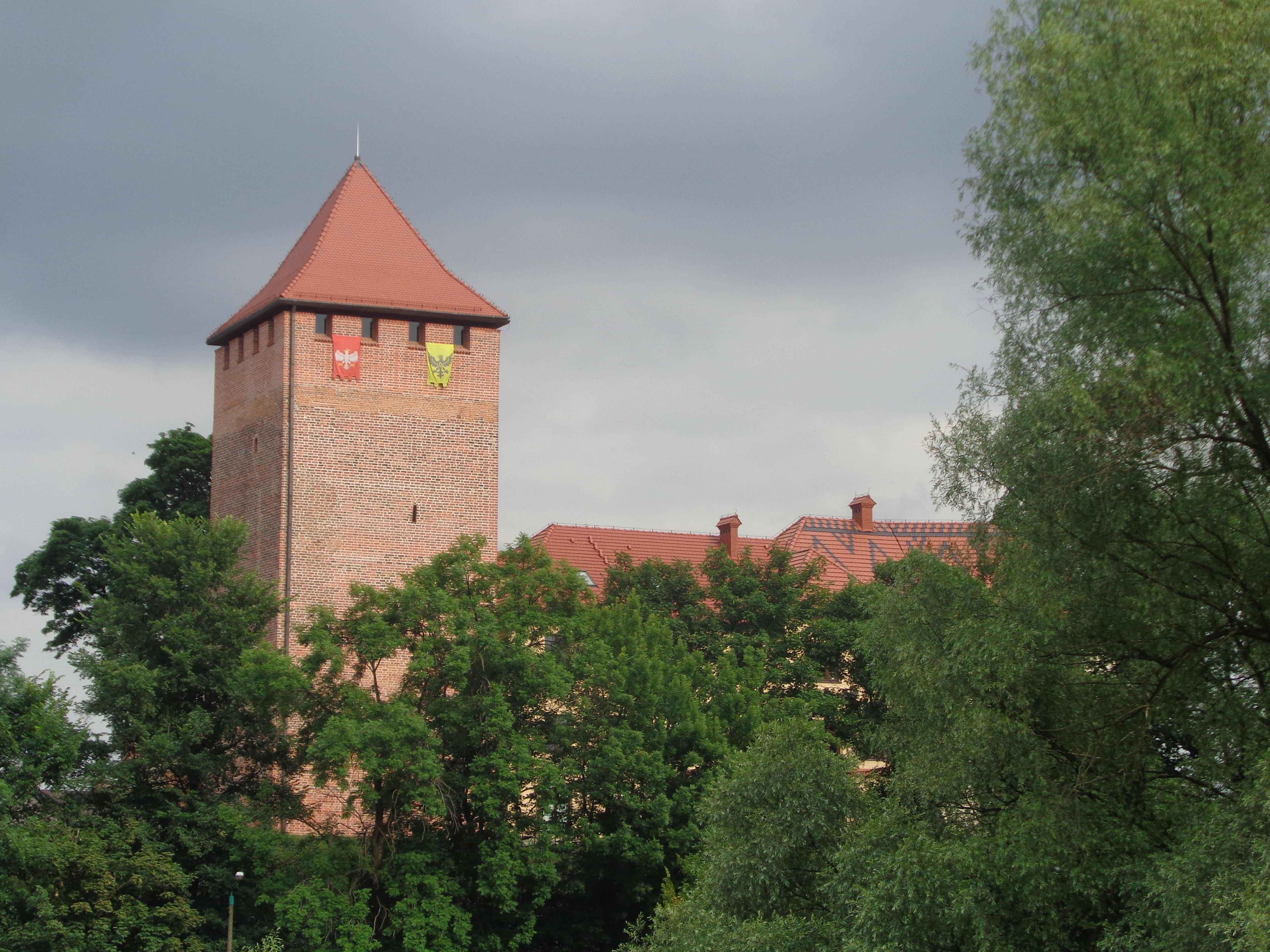
Kwadratowy stołp na zamku w Oświęcimiu
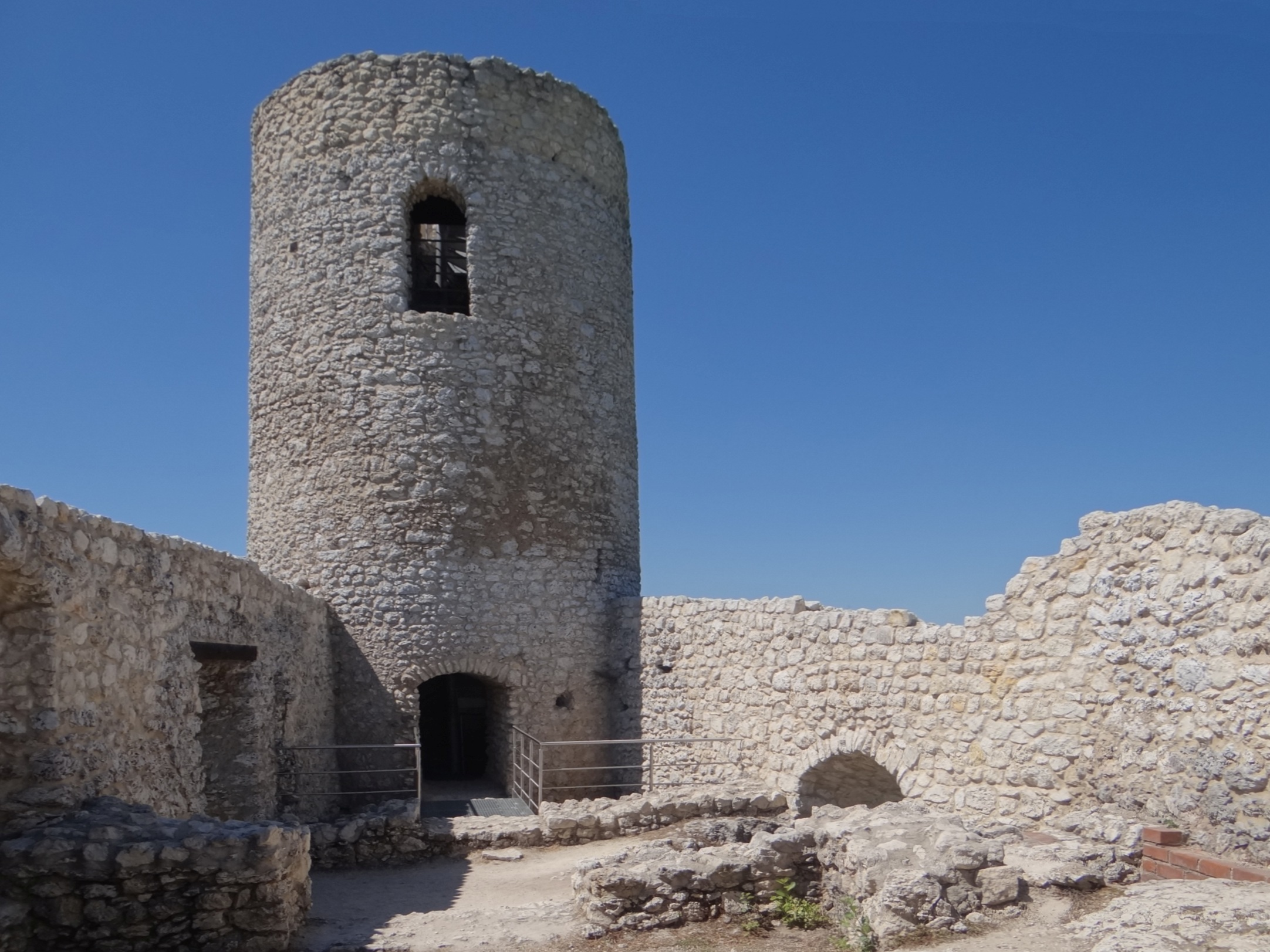
Stołp na zamku w Smoleniu